# Episodi di Law & Order - Unità vittime speciali (ventiduesima stagione)

Il cast principale durante la ventiduesima stagione: Jamie Gray Hyder (Katriona "Kat" Tamin), Demore Barnes (Christian Garland), Mariska Hargitay (Olivia Benson), Peter Scanavino (Dominick "Sonny" Carisi), Ice-T (Odafin "Fin" Tutuola) e Kelli Giddish (Amanda Rollins)

La ventiduesima stagione della serie televisiva Law & Order - Unità vittime speciali, composta da 16 episodi, è stata trasmessa in prima visione negli Stati Uniti d'America su NBC dal 12 novembre 2020 al 3 giugno 2021.
In Italia i primi undici episodi sono stati trasmessi in prima visione da Premium Crime dal 21 aprile  al 30 giugno 2021 , mentre gli ultimi cinque sono stati trasmessi in prima visione da Sky Investigation dal 4 febbraio  al 18 febbraio 2022.
Durante la trasmissione dello spin-off Law & Order: Organized Crime, per avere una consequenzialità inerente con la trasmissione, la rete Top Crime ha trasmesso in prima visione in chiaro gli episodi 9 e 13, rispettivamente il 3 marzo e il 17 marzo 2022, e solo successivamente i restanti episodi.
| nº | Titolo originale             | Titolo italiano                            | Prima TV USA     | Prima TV Italia  |
| -- | ---------------------------- | ------------------------------------------ | ---------------- | ---------------- |
| 1  | Guardians and Gladiators     | Guardiani e gladiatori                     | 12 novembre 2020 | 21 aprile 2021   |
| 2  | Ballad of Dwight and Irena   | La ballata di Dwight e Irena               | 19 novembre 2020 | 28 aprile 2021   |
| 3  | Remember Me In Quarantine    | Ricordatemi in quarantena                  | 3 dicembre 2020  | 5 maggio 2021    |
| 4  | Sightless in a Savage Land   | Ciechi in una terra selvaggia              | 7 gennaio 2021   | 12 maggio 2021   |
| 5  | Turn Me on Take Me Private   | Fammi eccitare, andiamo in privato         | 14 gennaio 2021  | 19 maggio 2021   |
| 6  | The Long Arm of the Witness  | Il lungo braccio del testimone             | 21 gennaio 2021  | 26 maggio 2021   |
| 7  | Hunt, Trap, Rape and Release | Caccia, intrappola, stupra e rilascia      | 18 febbraio 2021 | 2 giugno 2021    |
| 8  | The Only Way Out Is Through  | L'unica via d'uscita è passarci attraverso | 25 febbraio 2021 | 9 giugno 2021    |
| 9  | Return of the Prodigal Son   | Il ritorno del figliol prodigo             | 1º aprile 2021   | 16 giugno 2021   |
| 10 | Welcome to the Pedo Motel    | Benvenuto al Pedo Motel                    | 8 aprile 2021    | 23 giugno 2021   |
| 11 | Our Words Will Not Be Heard  | Le nostre parole non saranno ascoltate     | 15 aprile 2021   | 30 giugno 2021   |
| 12 | In The Year We All Fell Down | Nell'anno in cui tutti siamo crollati      | 22 aprile 2021   | 4 febbraio 2022  |
| 13 | Trick-Rolled At The Moulin   | Trappola al Moulin                         | 13 maggio 2021   | 11 febbraio 2022 |
| 14 | Post-Graduate Psychopath     | Lo psicopatico laureato                    | 20 maggio 2021   | 11 febbraio 2022 |
| 15 | What Can Happen In The Dark  | Cosa può succedere al buio?                | 27 maggio 2021   | 18 febbraio 2022 |
| 16 | Wolves In Sheep's Clothing   | Lupi travestiti da agnelli                 | 3 giugno 2021    | 18 febbraio 2022 |

## Guardiani e gladiatori
- Titolo originale: Guardians and Gladiators
- Diretto da: Norberto Barba
- Scritto da: Warren Leight (soggetto), Julie Martin (soggetto), Brendan Feeney (sceneggiatura), Denis Hamill (sceneggiatura), Monet Hurst-Mendoza (sceneggiatura)

### Trama
L'Unità vittime speciali interviene a Central Park a causa di una discussione fra una signora e un ragazzo nero. Dopo aver arrestato il ragazzo erroneamente, la polizia viene accusata di essere razzista.

## La ballata di Dwight e Irena
- Titolo originale: Ballad of Dwight and Irena
- Diretto da: Martha Mitchell
- Scritto da: Brendan Feeney (soggetto e sceneggiatura), Julie Martin (sceneggiatura), Monet Hurst-Mendoza (soggetto)

### Trama
Dwight e Irena hanno una relazione burrascosa da due anni. La loro situazione sentimentale è complicata, poiché Dwight, che lavora come camionista e vive in West Virginia, si reca a New York solo ogni tanto, e quando lo fa maltratta lei e il figlio che ha avuto da un altro uomo. Irena risulta essere succube dell'uomo, poiché cerca di nascondere il fatto che spesso il figlio grande, Will, venga malmenato da Dwight, come spesso succedeva anche col suo padre biologico, che fa il poliziotto. Irina, che ha una predisposizione per scegliere compagni violenti, cerca di giustificare la situazione minimizzando, e racconta al dipartimento di aver chiamato proprio l'ex marito poliziotto quando ha trovato il compagno morto nella vasca da bagno, con un arresto cardiaco provocato dal phon caduto nell'acqua e la conseguente scossa elettrica. L'abuso domestico potrebbe dunque trasformarsi in omicidio, poiché Dwight forse è stato assassinato. L'Unità Vittime Speciali indaga sull'accaduto per scoprire la verità, nel frattempo Fin affronta le conseguenze per aver ucciso un criminale nel passato, rendendo orfano suo figlio. 
- Guest star: Riki Lindhome (Irena Nowak).

## Ricordatemi in quarantena
- Titolo originale: Remember Me in Quarantine
- Diretto da: Juan José Campanella
- Scritto da: Julie Martin e Warren Leight

### Trama
Maria, una studentessa italiana, sparisce. L'Unità vittime speciali, indagando, scopre che la ragazza prendeva molto seriamente il Covid, ma non così la sua coinquilina e forse è morta a causa di questo.

## Ciechi in una terra selvaggia
- Titolo originale: Sightless in a Savage Land
- Diretto da: Norberto Barba
- Scritto da: Matt Klypka, Denis Hamill, Julie Martin e Warren Leight

### Trama
Capodanno 2021. Un uomo uccide lo stupratore di sua figlia e il caso passa all'Unità Vittime Speciali. In tribunale l'avvocato Carisi si scontra con una sua vecchia conoscenza: Rafael Barba. 
- In questo episodio riappare Barba, nell'inedito ruolo di avvocato difensore.
- Guest star: Charlotte Cabell & Vivian Cabell (Jesse Rollins), Raúl Esparza (Avvocato Rafael Barba).

## Fammi eccitare, andiamo in privato
- Titolo originale: Turn Me on Take Me Private
- Diretto da: Juan José Campanella
- Scritto da: Monet Hurst-Mendoza (soggetto e sceneggiatura), Victoria Pollack (soggetto e sceneggiatura), Julie Martin (sceneggiatura) e Warren Leight (sceneggiatura)

### Trama
Zoey Carrera è una ragazza che lavora come camgirl ed attrice pornografica tramite webcam, sotto il nome d'arte di Kendra, seguitissima da centinaia di follower su un noto sito di intrattenimento sessuale. Un giorno, dopo aver scritto tramite un post che avrebbe simulato uno stupro, viene violentata per davvero da uno dei suoi spettatori, che ha scoperto il suo indirizzo di casa ed è penetrato al suo interno. L'Unità Vittime Speciali trova subito il colpevole, Gabe Miller, che ha lasciato tante tracce in rete e viene subito riconosciuto dalla vittima, ma l'uomo - da abile oratore - assume la difesa di se stesso in aula e riesce a manipolare la giuria. La difesa cerca di evidenziare che il personaggio Kendra e la ragazza normale Zoey sono due cose separate, ma il mestiere della vittima è considerato pregiudizievole in aula, trattandosi di una sex worker nessuno è disposto a giudicarla obiettivamente, ed il caso inizia a diventare complesso.
- Special guest star: John Waters (Floyd Cougat).
- Guest star: Eva Noblezada (camgirl Zoey Carrera), Alex Brightman (Gabe Miller), Aida Turturro (giudice Felicia Catano).

## Il lungo braccio del testimone
- Titolo originale: The Long Arm of the Witness
- Diretto da: Martha Mitchell
- Scritto da: Denis Hamill (soggetto e sceneggiatura), Warren Leight (sceneggiatura) e Micharne Cloughley (soggetto)

### Trama
L'Unità vittime speciali indaga su un giudice che emana sentenze ingiuste e molto parziali. Indagando, scopriranno che è immischiato in affari sporchi.
- Special guest star: Wentworth Miller (viceprocuratore distrettuale Isaiah Holmes).

## Caccia, intrappola, stupra e rilascia
- Titolo originale: Hunt, Trap, Rape and Release
- Diretto da: Batan Silva
- Scritto da: Micharne Cloughley (sceneggiatura), Kathy Dobie (sceneggiatura) e Brianna Yellen (soggetto)

### Trama
Benson e l'Unità Vittime Speciali di Manhattan si uniscono al tenente Barek e alla squadra corrispettiva del Bronx per rintracciare uno stupratore seriale che miete vittime in entrambi i quartieri. Il modus operandi del criminale è sempre lo stesso, entra dalla finestra in casa di giovani vittime che vivono da sole al primo piano, le lega col nastro adesivo e con le mani giunte in segno di preghiera, dicendo poi sempre la stessa frase "fai la brava", mentre indossa un cappuccio da cui si vedono solo gli occhi. In totale le vittime sono sei, divise tra Manhattan e Bronx, ma l'uomo fermato dal sergente Ari Moldovan, membro della squadra Unità Vittime Speciali del Bronx, confessa solo i primi quattro, salvo poi ritrattare. La stampa non è stata mai avvertita delle modalità, quindi l'emulatore potrebbe essere qualcuno coinvolto nelle indagini dall'interno. 
- Special Guest Star: Annabella Sciorra (tenente Carolyn Barek), Rudy Mungaray (sergente Ari Moldovan).

## L'unica via d'uscita è passarci attraverso
- Titolo originale: The only way out is through
- Diretto da: Martha Mitchell
- Scritto da: Micharne Cloughley (sceneggiatura), Kathy Dobie (sceneggiatura) e Brianna Yellen (soggetto)

### Trama
Due donne, Aneeka ed Imani Coleman, entrano negli uffici dell'Unità Vittime Speciali chiedendo del Capitano Cragen e del Detective Munch, ma entrambi non lavorano più al distretto, Benson ricorda il loro caso, avvenuto circa venti anni prima, ed ora la loro madre è morta. Rollins aiuta le due sorelle a chiudere con uno straziante assalto avvenuto quando erano bambine, nell'anno 2000. Nel mentre Benson è bloccata per un'emergenza COVID a scuola di suo figlio Noah. Contemporaneamente gli altri due detective sono impegnati ognuno in un caso diverso: la cugina di Kat le chiede aiuto, dicendo di essere stuprata da un magnate della finanza, Xavier Garcia, nome di spicco del settore Hi-Tech mentre Fin si occupa di uno stupratore che finge di essersi pentito cercando di manipolare una sua vittima. 
- Guest Star: Crystal Lucas-Perry (Aneeka Coleman), Sydney Elise Johnson (Imani Coleman), Jorge Franco IV (Xavier Garcia).

## Il ritorno del figliol prodigo
- Titolo originale: Return of the Prodigal Son
- Diretto da: Juan José Campanella
- Scritto da: Warren Leight e Julie Martin

### Trama
Mentre si reca a una cena in suo onore, il capitano Olivia Benson vede Kathy Stabler gravemente ferita che viene caricata in ambulanza. Il marito di Kathy, l'ex partner di Benson, Elliot Stabler, le dice che è esplosa una bomba nella loro auto a noleggio. Stabler, che si è dimesso dall'Unità vittime speciali 10 anni prima, ha vissuto con la sua famiglia a Roma, in Italia, dove ha lavorato come contatto del NYPD in Europa, indagando sulla criminalità organizzata; crede che i mafiosi su cui ha indagato siano i responsabili dell'attentato.
Mentre aspettano al pronto soccorso notizie su Kathy, Benson e Stabler, che non si vedono né si sentono da un decennio, hanno una conversazione silenziosamente emotiva sull'improvvisa partenza di Stabler dall'Unità vittime speciali, che ha avuto un impatto duraturo su Benson. Il medico del pronto soccorso dice loro che le condizioni di Kathy sono gravi, ma stabili. Giorni dopo, tuttavia, la sua milza si rompe durante l'intervento chirurgico e lei muore. Devastato, Stabler riunisce i suoi figli per piangerla.
Stabler diventa ossessionato dalla ricerca degli assassini di Kathy, al punto che si inserisce ripetutamente nelle indagini; Benson è costretta a dirgli di fare marcia indietro. Affronta anche un gruppo di gangster albanesi incarcerati che crede essere responsabili della morte di Kathy e giura vendetta. 
- Dopo dieci stagioni di assenza, ritorna Christopher Meloni nel ruolo di Elliot Stabler.
- Quest'episodio è la prima parte di un crossover con l'episodio pilota del nuovo spin-off Law & Order: Organized Crime che ha come protagonista la nuova squadra anticrimine guidata da Elliot Stabler.

## Benvenuto al Pedo Motel
- Titolo originale: Welcome to the Pedo Motel
- Diretto da: Jean de Segonzac
- Scritto da: Denis Hamill (soggetto e sceneggiatura), Julie Martin (soggetto) e Warren Leight (soggetto)

### Trama
L'Unità vittime speciali deve vedersela con un arrabbiato gruppo di sorveglianza del quartiere, quando una ragazza scompare vicino a un edificio che ospita diversi molestatori sessuali.

## Le nostre parole non saranno ascoltate
- Titolo originale: Our Words Will Not Be Heard
- Diretto da: Batan Silva
- Scritto da: Melody Cooper

### Trama
Un'attivista di alto profilo sospetta che sua sorella sia stata rapita da un gruppo di odio; Garland e Benson si scontrano con l'arroganza del NYPD; Kat riceve delle buone notizie.

## Nell'anno in cui tutti siamo crollati
- Titolo originale: In The Year We All Fell Down
- Diretto da: Jean de Segonzac
- Scritto da: Julie Martin (soggetto e sceneggiatura), Warren Leight (soggetto e sceneggiatura) e Kathy Dobie (soggetto)

### Trama
Benson si ritrova in uno stallo per salvare degli ostaggi in un ristorante di quartiere sull'orlo del fallimento a causa dell'emergenza COVID-19. Rollins cerca di aiutare suo padre dopo che è stato ricoverato in ospedale.

## Trappola al Moulin
- Titolo originale: Trick-Rolled At The Moulin
- Diretto da: Batan Silva
- Scritto da: Brendan Feeney (sceneggiatura), Brianna Yellen (sceneggiatura), Warren Leight (soggetto) e Julie Martin (soggetto)

### Trama
L'Unità vittime speciali cerca tre donne sospettate di aver drogato e derubato uomini ricchi. Il caso porta a connessioni personali sia per Benson che per Kat.
- Guest star: Christopher Meloni (Elliot Stabler)
- L'episodio è la prima parte di un crossover che si conclude con Un prodotto inferiore (episodio 01x05 di Law & Order: Organized Crime).

## Lo psicopatico laureato
- Titolo originale: Post Graduate Psychopath
- Diretto da: Norberto Barba
- Scritto da: Brianna Yellen (soggetto e sceneggiatura), Micharne Cloughley (sceneggiatura) e Warren Leight (soggetto)

### Trama
Henry Mesner, un ragazzo psicopatico, viene rilasciato dal carcere minorile dopo aver compiuto diciotto anni. A piede libero, il ragazzo comincia a fare uno sterminio: si vendica di tutte le persone che lo hanno rinchiuso all'interno dell'ospedale psichiatrico, a partire dalla famiglia della sua psichiatra.
- Guest Star: Ethan Cutkosky (Henry Mesner), Charlotte Cabell & Vivian Cabell (Jesse Rollins).
- Nota: l'episodio è il seguito di una storia vista nella quattordicesima stagione, nell'episodio 14x19, intitolato Omicidio annunciato, che racconta di quando Henry Mesner aveva 10 anni.

## Cosa può succedere al buio?
- Titolo originale: What Can Happen In The Dark
- Diretto da: Jean de Segonzac
- Scritto da: Micharne Cloughley

### Trama
Garland chiede a Benson di indagare su un insolito caso di violenza domestica quando il suo vicino viene trovato ferito.

## Lupi travestiti da agnelli
- Titolo originale: Wolves In Sheep's Clothing
- Diretto da: Norberto Barba
- Scritto da: Kathy Dobie (sceneggiatura), Christian Tyler (sceneggiatura), Denis Hamill (soggetto), Julie Martin (soggetto) e Warren Leight (soggetto)

### Trama
Mentre Fin e Phoebe fanno progetti per il matrimonio, Benson e Rollins cercano di aiutare una madre single senzatetto che viene costretta a prostituirsi in cambio di un alloggio sicuro.
- Guest star: Christopher Meloni (Elliot Stabler).